# Cloridina pelamidae
Cloridina pelamidae is een bidsprinkhaankreeftensoort uit de familie van de Squillidae. De wetenschappelijke naam van de soort is voor het eerst geldig gepubliceerd in 1970 door Blumstein.